# Begrotingsunie
Onder een begrotingsunie verstaat men het gemeenschappelijke begrotingsbeleid binnen federale staten of ook tussen meerdere landen.
Een begrotingsunie beschikt over gezamenlijke instituties, die gemachtigd zijn door beïnvloeding van belastingen en overheidsuitgaven regionale en conjuncturele schommelingen te vereffenen.

## Europese begrotingsunie
Op de nu al historische top van Brussel om de Europese staatsschuldencrisis op te lossen ("redding van Euro") werd in de nacht van 9 december 2011 besloten om met de 17 Eurolanden en negen van de tien resterende lidstaten van de Europese Unie, de Economische en Monetaire Unie (EMU) uit te bouwen tot een zogenaamde begrotingsunie, die onder andere een schuldrem en automatische sancties voor "begrotingszondaars" zal kennen. Het Verenigd Koninkrijk wil als enig land uit de Europese Unie geen deel gaan uitmaken van deze begrotingsunie. Het Verenigd Koninkrijk heeft binnen de EMU een bijzondere rol, omdat het, net als Denemarken in het Verdrag van Maastricht een uitzonderingsregeling ("opt-out") is overeengekomen, waardoor deze twee landen als enigen zijn vrijgesteld van de verplichting om de euro in te voeren.

## Voetnoten
1. ↑  (de)  Vgl. Erklärung der Staats- und Regierungschefs des Eurowährungsgebiets, Hrsg. vom Europäischen Rat, 9. Dezember 2011